# Русеній-Резеші
Русеній-Резеші (рум. Rusenii Răzeși) — село у повіті Бакеу в Румунії. Входить до складу комуни Плопана.
Село розташоване на відстані 262 км на північ від Бухареста, 28 км на схід від Бакеу, 61 км на південний захід від Ясс, 147 км на північний захід від Галаца.

## Населення
За даними перепису населення 2002 року у селі проживали 227 осіб, усі — румуни. Усі жителі села рідною мовою назвали румунську.